# Лілі Аллен
Лілі Роуз Беатрис Аллен (англ. Lily Rose Beatrice Allen; нар. 2 травня 1985, Лондон) — англійська попспівачка, авторка пісень, акторка екоактивістка та феміністка. 
Лілі Аллен розпочала музичну кар'єру у 2005 році, опублікувавши кілька своїх пісень на Myspace. Пізніше її пісні потрапили на BBC Radio 1, завдяки чому вона уклала контракт з Regal Recordings. Її першим хітом став сингл «Smile», який очолив UK Singles Chart у липні 2006. Продажі дебютного альбому співачки Alright, Still перевищили 2,6 мільйона копій. Цей успіх приніс Аллен номінації на Grammy Awards, Brit Awards та MTV Video Music Awards.

## Біографія
Народилась 2 травня 1985 року в Лондоні в сім'ї валлійського коміка і музиканта Кіта Аллена і англійської кінопродюсерки Елісон Мері Оуен. Має молодшого брата Алфі Аллена. Батьки розійшлися в 1989 році, коли їй було 4, тож в дитинстві Лілі часто переїжджала: певний час жила в Лондоні, потім з мамою в Ірландії.
Має біполярний афективний розлад.
В шлюбі з Семом Купером народила доньку Етель Мері.

## Творчість
В юності музичні смаки Аллен еволюціонували від глем-року до альтернативи. В 14 років Аллен втекла з дому на фестиваль Ґластонбері. В 15 відмовилася від школи і спрямувала сили на вдосконалення свого виконання та композиційних навичок. Потім записала кілька демо, а ближче до кінця 2005 року створила профіль на MySpace, де виклала кілька своїх записів. Також почала вести там щоденник, регулярно викладаючи цікаві і дотепні тексти про своє життя. Поступово аудиторія щоденника росла, люди ділились лінками на її пісні, і незабаром великі англійські журнали та музичні сайти написали про Лілі Аллен: NME, газета The Observer, сайт musicOMH.com, а діджей Джо Вайлі програв один із її демозаписів в ефірі BBC Radio One. В цей же час Аллен починає щочетверга виступати в популярному лондонському клубі Notting Hill Arts Club.

### Дебютний альбом «Alright, Still»
Незабаром нестандартний підхід до розміщення пісень Лілі Аллен говорила вся Європа. Коли кількість переглядів на MySpace зросла до десятків тисяч, Аллен підписала контракт з лейблом Regal Records. Її перший основний сингл «Smile» досяг перших позицій у європейських гіт-парадах, а дебютний альбом Alright, Still, що вийшов 17 липня 2006 року розійшовся накладом понад 2,6 млн примірників і приніс Аллен номінації на Греммі, BRIT Awards та MTV Video Music Awards. Також вона почала вести власне ток-шоу Lily Allen and Friends (Лілі Аллен і друзі) на BBC Three.

### Другий альбом «It's not me, it's you»
Другий альбом співачки It's not me, it's you вийшов 9 лютого 2009 року. Платівка стала лідером продаж, а перший сингл «The Fear» стартував на першому місці британського національного чарту і протримався там місяць.
У вересні 2009 року Аллен заявила, що не планує записувати новий альбом і має намір зробити дворічну перерву.

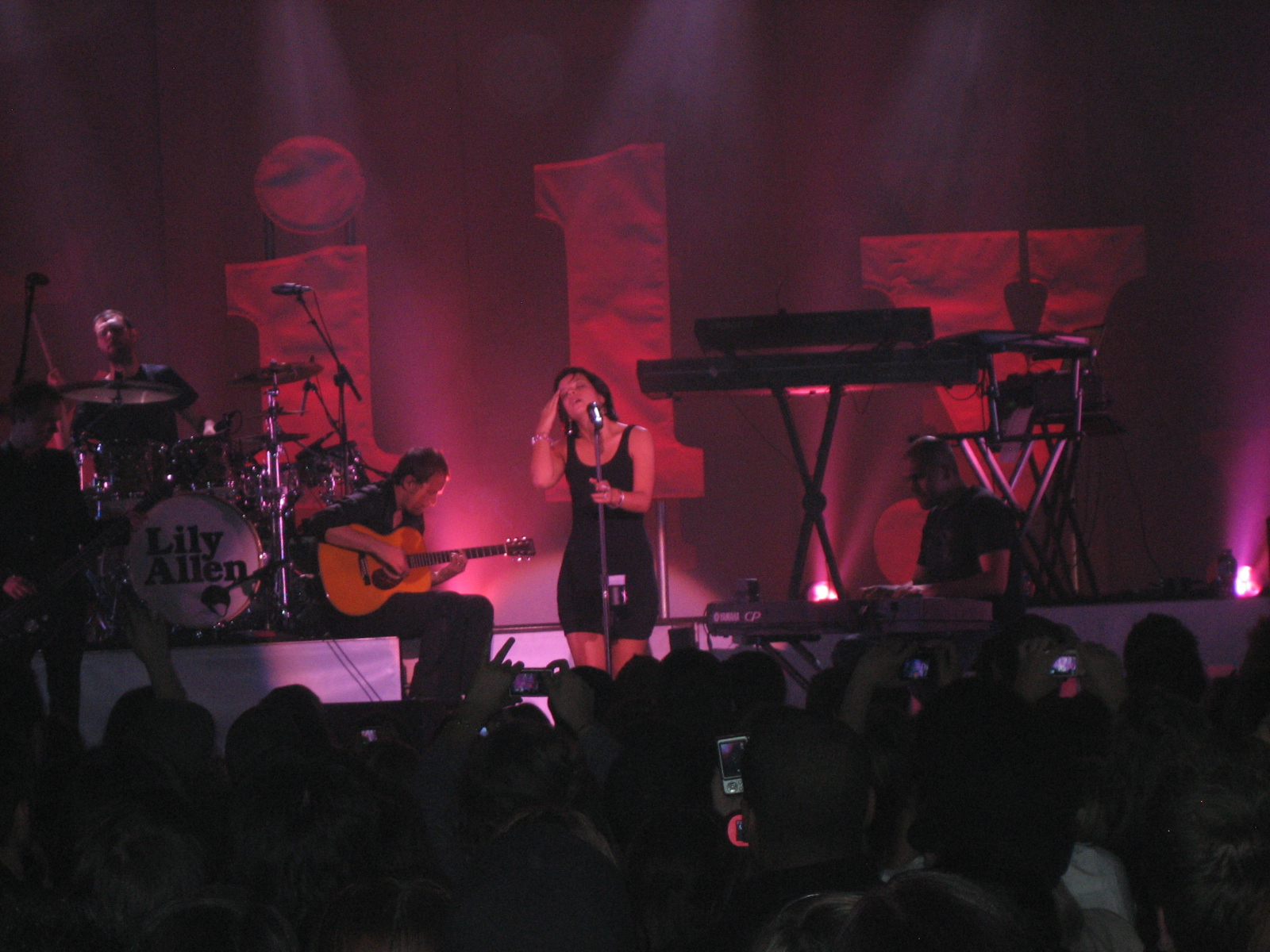
Виступ в Торонто, Канада, 2009

У 2010 році Аллен перемогла в номінації «BRIT AWARDS» як найкраща соло-виконавиця.

## Дискографія

### Альбоми
| 2006 | Alright, Still        | 2 | 6 | 22 | 7 | 37 | 47 | 20 | 2 |
| 2009 | It's Not Me, It's You | 1 | 3 | -  | 1 | 27 | -  | 5  | - |
| 2014 | Sheezus               |   |   |    |   |    |    |    |   |
| 2018 | No Shame              |   |   |    |   |    |    |    |   |

### Сингли
| Рік  | Пісня                   | Велика Британія | Ірландія | Нова Зеландія | Німеччина | Австралія | Іспанія | Франція | Росія | США | Бразилія | Бельгія |
| ---- | ----------------------- | --------------- | -------- | ------------- | --------- | --------- | ------- | ------- | ----- | --- | -------- | ------- |
| 2006 | «Smile»                 | 1               | 6        | 6             | 67        | 14        | 15      | 16      | 13    | 54  | 72       | —       |
| 2006 | «LDN»                   | 6               | 21       | 23            | —         | 39        | —       | —       | 43    | —   | —        | —       |
| 2006 | «Littlest Things»       | 21              | —        | —             | —         | —         | —       | —       | 98    | —   | —        | —       |
| 2007 | «Shame for You»/«Alfie» | 44              | —        | —             | —         | —         | —       | —       | —     | —   | —        | —       |
| 2009 | «The Fear»              | 1               | 8        | —             | 12        | 20        | —       | 15      | —     | —   | —        | 5       |
| 2009 | «Not Fair»              | 5               | 3        | 32            | 12        | 4         | —       | —       | —     | —   | —        | —       |
| 2009 | «Fuck you»              | 154             | —        | —             | —         | 23        | —       | —       | —     | 68  | —        | 2       |
| 2009 | «22»                    | 14              | 12       | 28            | —         | 20        | —       | —       | —     | —   | —        | —       |
| 2009 | «Who'd Have Known»      | 39              | -        | -             | —         | 66        | —       | —       | —     | —   | —        | —       |

## Концертні тури
| Хедлайнер - Still, Alright? (2007–08) - It's Not Me, It's You World Tour (2009–10) - Sheezus Tour (2014–15) - No Shame Tour (2018–19) | Як сольний допоміжний виконавець - Тур Майлі Сайрус Bangerz Tour (Північна Америка, 2014) |